# Distrito de Neemuch
Neemuch o Nímach es un distrito de la India en el estado de Madhya Pradesh. Código ISO: IN.MP.NE.
- नीमच (en escritura devanagari del idioma hindi)
- nīmacha, en el sistema AITS (alfabeto internacional para la transliteración del sánscrito).
- Pronunciación del hindi: /nímach/
- Neemuch, en idioma inglés
- Pronunciación del inglés: /nímach/

Comprende una superficie de 4267 km².
El centro administrativo es la ciudad de Neemuch.

## Demografía
Según censo 2011 contaba con una población total de 825 958 habitantes, de los cuales 404 318 eran mujeres y 421 640 varones.